# Acido naftenico
Il termine acido naftenico (da non confondere con gli acidi naftoici) si riferisce a una varia mistura di diversi acidi carbossilici ciclopentilici e cicloesilici con P.M. da 120 a 700 dalton, e la cui principale frazione comprende l'intervallo da 9 a 20 atomi di carbonio.
Il nome viene anche utilizzato per indicare la frazione acidica ottenibile dal petrolio, composta da acidi carbossilici insaturi caratterizzati da formula chimica generica CnH2n+1COOH e da peso molecolare compreso tra 180-350. Sono liquidi di consistenza oleosa e poco odorosi, con colorazione giallo chiaro tendente al nero se impuri.
Agli acidi naftenici si devono una serie di problematiche legate alla corrosione delle tubature degli impianti di raffineria alle temperature di esercizio.
I suoi esteri trovano utilizzo quali disperdenti per produrre primer acquosi conduttivi. Un derivato dell'acido naftenico è il napalm, ottenuto dalla coprecipitazione dei sali di alluminio, dell'acido naftenico e dell'acido palmitico.